# 2MASS J0523−1403

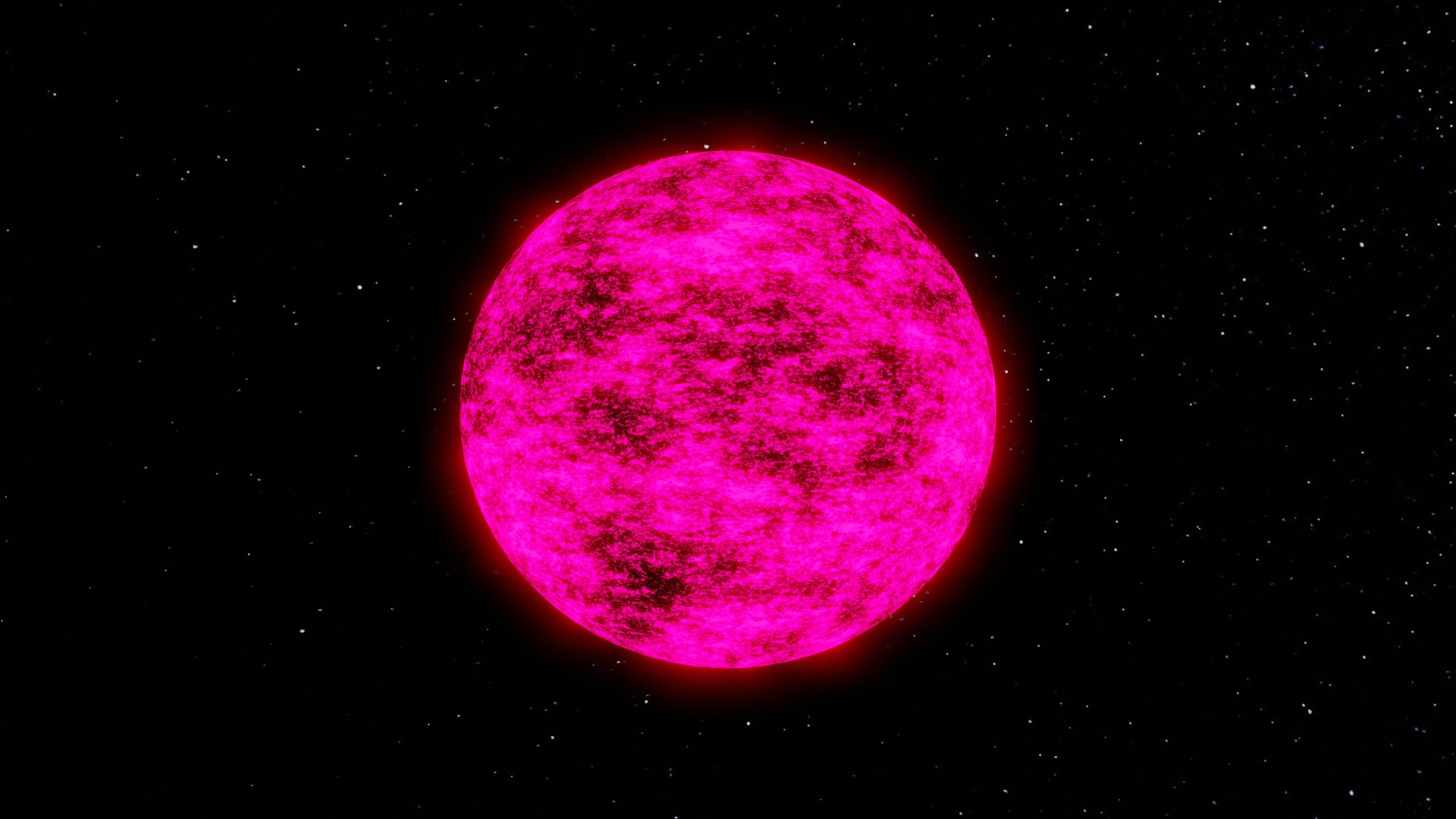
صورة للأرنب

النجم 2MASS J0523−1403 يعد قزم أحمر شديد الكتلة على بعد حوالي 40 سنة ضوئية من الأرض في كوكبة الارنب الجنوبية. مع حجم مرئي صغير للغاية 21.05 ودرجة حرارة منخفضة فعالة تصل الي 2074 كلفن ، فإنه يظهر بشكل أساسي في التلسكوبات الكبيرة الحساسة للضوء الأشعة تحت الحمراء. تمت ملاحظة 2MASS J0523−1403 لأول مرة كجزء من مسح ميكروني ثنائي كامل للسماء أو كما يسمي بـ2MASS).
نجم 2MASS J0523−1403 هو نجم لديه سطوع نجمي يصل الي 0.000126 L☉ ونصف قطره 0.086 R☉ ودرجة حرارة فعالة تصل إلي 2074 كلفن. هذه القيم هي حاليًا أدنى القيم المعروفة بنجمة في التسلسل الرئيسية. لديه تصنيف نجمي يصل الي L2.5 و مؤشر لوني VK من 9.42. يتم حساب الكتلة لتصبح 67.54±12.79 MJ كتلة مشتري أي ما يساوي (0.0644±0.0122 M☉ كتلة شمسية). لم تكشف المراقبة باستخدام تليسكوب هابل الفضائي عن أي رفيق يتجاوز 0.15 ث ود القوس. تم اكتشاف انبعاثات راديوية متفرقة بواسطة مصفوفة كارل جي بالغة الكبر VLA في عام 2004. كما تم الكشف عن انبعاثات اتش-الفا (Hα) ، وهي علامة على نشاط غلا ف الكروموسفير اللوني .

## الحد من حرق الهيدروجين
حدد أعضاء مجموعة اتحاد البحوث على النجوم القريبة RECONS مؤخرًا نجم 2MASS J0523−1403 كممثل لأصغر النجوم الممكنة في الكون المعروف. وذلك نظراً نصف قطرها الصغير هو في الحد الأدنى المحلي لاتجاهات نصف قطرها واتجاهات درجة حرارة نصف قطرها. من المتوقع أن يحدث هذا الحد الأدنى المحلي عند حد حرق الهيدروجين بسبب الاختلافات في علاقات نصف القطر بين النجوم والأقزام البنية. على عكس النجوم، تتناقص الأقزام البنية في نصف القطر مع زيادة الكتلة بسبب دعم مادتها المتحللة
(نوىها بضغوط التنكس ). مع زيادة الكتلة، يتدهور جزء متزايد من القزم البني مما يؤدي إلى تقلص نصف قطره مع زيادة الكتلة. ويقدر الحد الأدنى من الكتلة النجمية أن تكون بين 0.07 و0.077 M☉ كتلة شمسية مماثلة لكتلة 2MASS J0523-1403.

## روابط خارجية
- The Smallest Star in the Universe على يوتيوب
- Star Size Comparison 2 على يوتيوب